# Conde de Regla (1786)
Il Conde de Regla fu un vascello di linea spagnolo da 112 cannoni che prestò servizio nella Armada Española tra il 1786 e il 1808.

## Costruzione
Realizzato nei Reales Astilleros di L'Avana, Cuba, sui piani costruttivi elaborati dal tenente generale e ingegnere navale José Joaquín Romero y Fernández de Landa fu uno dei 9 vascelli della classe Meregildos o Santa Ana dal nome della prima unità. Le altre unità della classe erano Santa Ana, Mejicano, Salvador del Mundo, Real Carlos, San Hermenegildo, Reina María Luisa, Príncipe de Asturias e costituirono il nerbo della flotta spagnola durante le guerre napoleoniche.

## Storia
Il vascello di primo rango Conde de Regla fu realizzato presso il cantiere navale di L’Avana, Cuba, dietro finanziamento del magnate minerario e filantropo Conte di Regla che lo donò al Re di Spagna Carlo III. La nave venne realizzata per il 76% in legno di cedro ed entrò in servizio con un armamento di 80 cannoni disposti nel seguente ordine: 30 cannoni da 36 libbre nella prima batteria, 32 da 24 nella seconda, 32 da 12 nella terza, 12 da 8 sul cassero e 6 da 8 sul castello di prua.
Arrivato a Cadice il 10 agosto 1787 entrò a far parte della Squadra di Istruzione al comando del tenente generale Juan de Lángara y Huarte, e le prove in mare diedero risultati incoraggianti, in quanto il vascello era ben costruito, teneva il mare, rispondeva dolcemente ai comandi e il ponte di batteria risultava efficiente in condizioni di mare mosso.

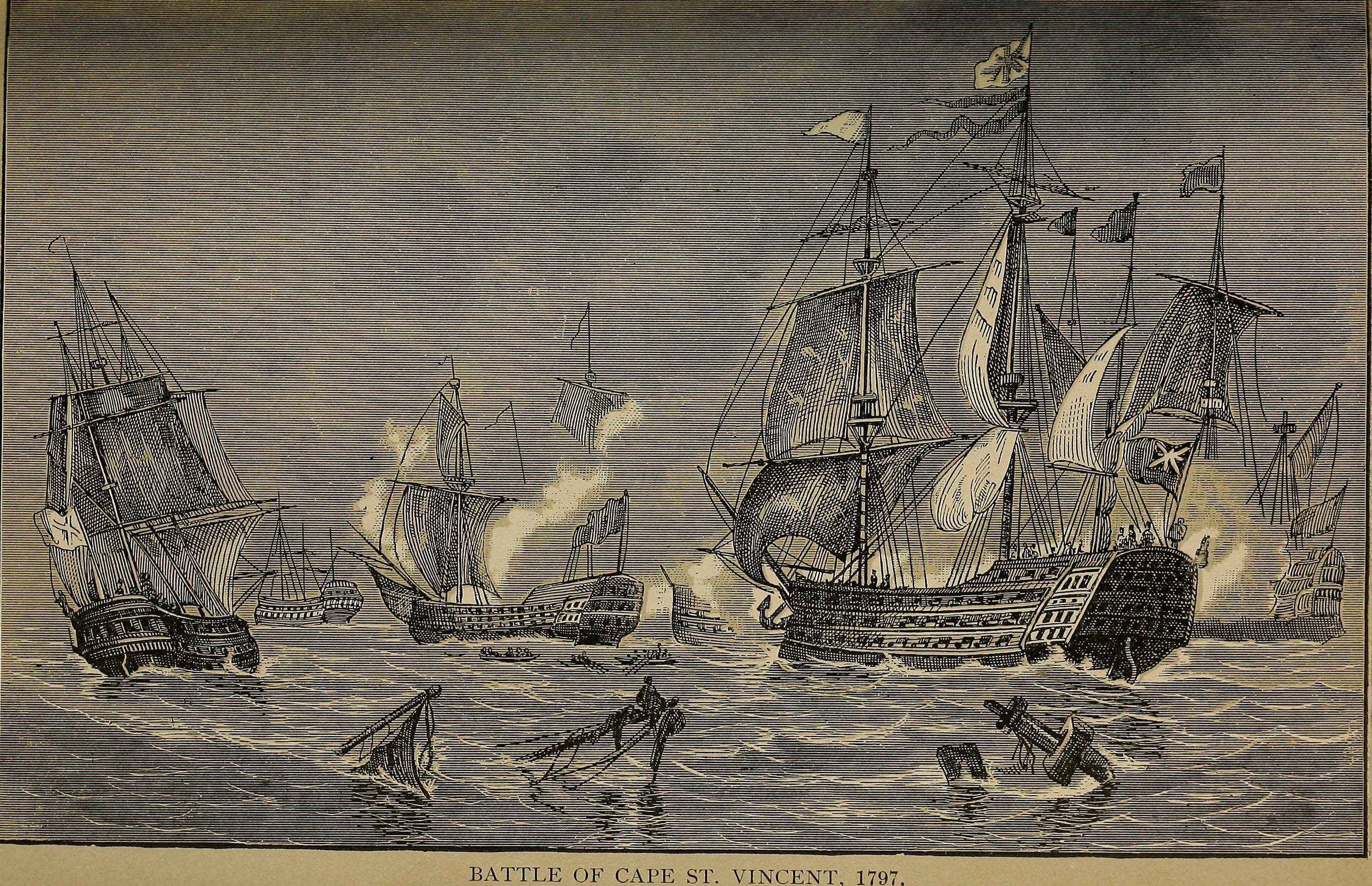
Rappresentazione della battaglia di Capo San Vincenzo del 1797 in un libro di Edward Shippen (1826-1911).

In seguito alla firma del Trattato di San Ildefonso, nell'ottobre 1796 la Spagna dichiarò guerra alla Gran Bretagna e al Portogallo. Assegnato come nave di bandiera alla divisione agli ordini del Commodoro D'Amblimont, il 14 febbraio 1797, vicino a Capo San Vincenzo l'Esquadra dell'Océano, al comando del viceammiraglio José de Córdova y Ramos, si scontrò con quella inglese al comando dell'ammiraglio Sir John Jervis patendo una cocente sconfitta. Durante lo scontro il Conde de Regla, al comando del capitano di vascello Don Jerónimo Bravo, impegnò combattimento contro la flotta inglese patendo la morte del Commodoro d’Amblimont, rimasto ucciso da una palla di cannone che lo tagliò in due, e di altri 8 membri dell’equipaggio, mentre ulteriori 17 vennero gravemente feriti.
Dopo la cocente sconfitta l'ammiraglio de Córdova y Ramos fu sostituito da don José de Mazarredo Salazar Muñatones y Gortázar. Nel 1798 il Conde de Regla fece parte della squadra dell'ammiraglio de Mazarredo y Cortázar, quando quest'ultima uscì da Cadice per trasferirsi a El Ferrol. Era previsto che le navi spagnole si riunissero alla squadra dell'ammiraglio francese Étienne Eustache Bruix, quando quest'ultima fosse transitata davanti al porto di El Ferrol, ma per l'ammiraglio francese, salpato da Brest il 26 aprile 1799, tale operazione non riuscì.
Nel giugno 1799 la squadra spagnola prese il mare dirigendo verso Cartagena, dove si riunì a quella dell'ammiraglio Bruix, salpando da questo porto per approdare il 12 luglio a quello di Cadice. Dopo pochi giorni le navi francesi, terminate le operazioni di rifornimento, lasciarono Cadice per fare ritorno a Brest. Le seguiva una squadra navale spagnola di 18 vascelli che comprendeva anche il Conde de Regla, ma quest’ultimo e il Santa Ana lasciarono la formazione per raggiungere Cadice in quanto bisognosi di carenaggio.
Ritornato a Cadice vi rimase in attesa dei lavori, e quando la Spagna dichiarò guerra alla Gran Bretagna a fianco della Francia nel 1804, il Conde de Rengla fu portato presso l’Arsenale della Carraca, ed utilizzato per fornire parti di ricambio alle navi della squadra dell'ammiraglio Federico Carlos de Gravina y Napoli che si stava radunando.
Entrato in bacino il 6 maggio 1806, vi rimase per un lungo periodo a causa della mancanza di legname stagionato. Radiato definitivamente il 10 luglio 1808, fu demolita nell’Arsenale nel corso del 1811.